# Oyatoi gaikokujin
Gli oyatoi gaikokujin (お雇い外国人?, impiegati stranieri), erano dei consulenti stranieri assunti tra il 1874 e il 1899 dal governo giapponese per le loro conoscenze specifiche in un dato campo. Questi consulenti furono invitati per contribuire alla modernizzazione del Giappone, in seguito all'apertura del paese durante l'era Meiji.

## Storia
Con l'insediamento dell'Imperatore Meiji nel 1868 era iniziato il rinnovamento del Giappone, ed erano state avviate importanti riforme politiche, culturali e strutturali: il paese si stava velocemente aggiornando sull'uso delle tecniche e tecnologie occidentali. La politica ufficiale del governo giapponese aveva deciso di accettare le consulenze militari dalla Francia, quelle industriali dalla Gran Bretagna, quelle agricole degli Stati Uniti e quelle giuridiche, e mediche dalla Germania.
L'Italia inviò l'architetto Giovanni Cappelletti, l'incisore Edoardo Chiossone, il pittore Antonio Fontanesi e lo scultore Vincenzo Ragusa come consulenti artistici.
Tra gli italiani vi era anche il giurista Alessandro Paternostro.
I consulenti stranieri vennero assunti sia nel settore pubblico che in quello privato. Esistevano due categorie di oyatoi gaikokujin:
- Kan-yatoi (雇官?, dipendenti statali).
- Shi-yatoi (雇私?, dipendenti di enti privati).